# Котівка (Григоріопольський район)
Котівка (рос. Котовка; рум. Cotovca) — село в Григоріопольському районі в Молдові (Придністров'ї). Населення становить 210 осіб. Входить до складу Карманівської селищної ради. 
Станом на 2004 рік у селі проживало 29,9% українців. 